# Cachoeira do Tororó
A Cachoeira do Tororó é localizada na região administrativa de Jardim Botânico, no Distrito Federal.  É um local popular para a prática de rapel e caminhadas.

## Acesso
Na DF-140 , depois da rotatória que cruza com a Rodovia Júlio Garcia, seguindo sentido sul, entra-se à direita após cerca de cinco quilômetros. É a terceira entrada antes de chegar na rua de entrada do Residencial Santa Mônica. A via de acesso não é pavimentada e é estreita. Deve seguir por ela e na bifurcação se manter a esquerda. Ao final tem um espaço onde é utilizado para deixar os veículos e nesse local é cobrado um valor por uma pessoa que fica cuidando dos veículos.

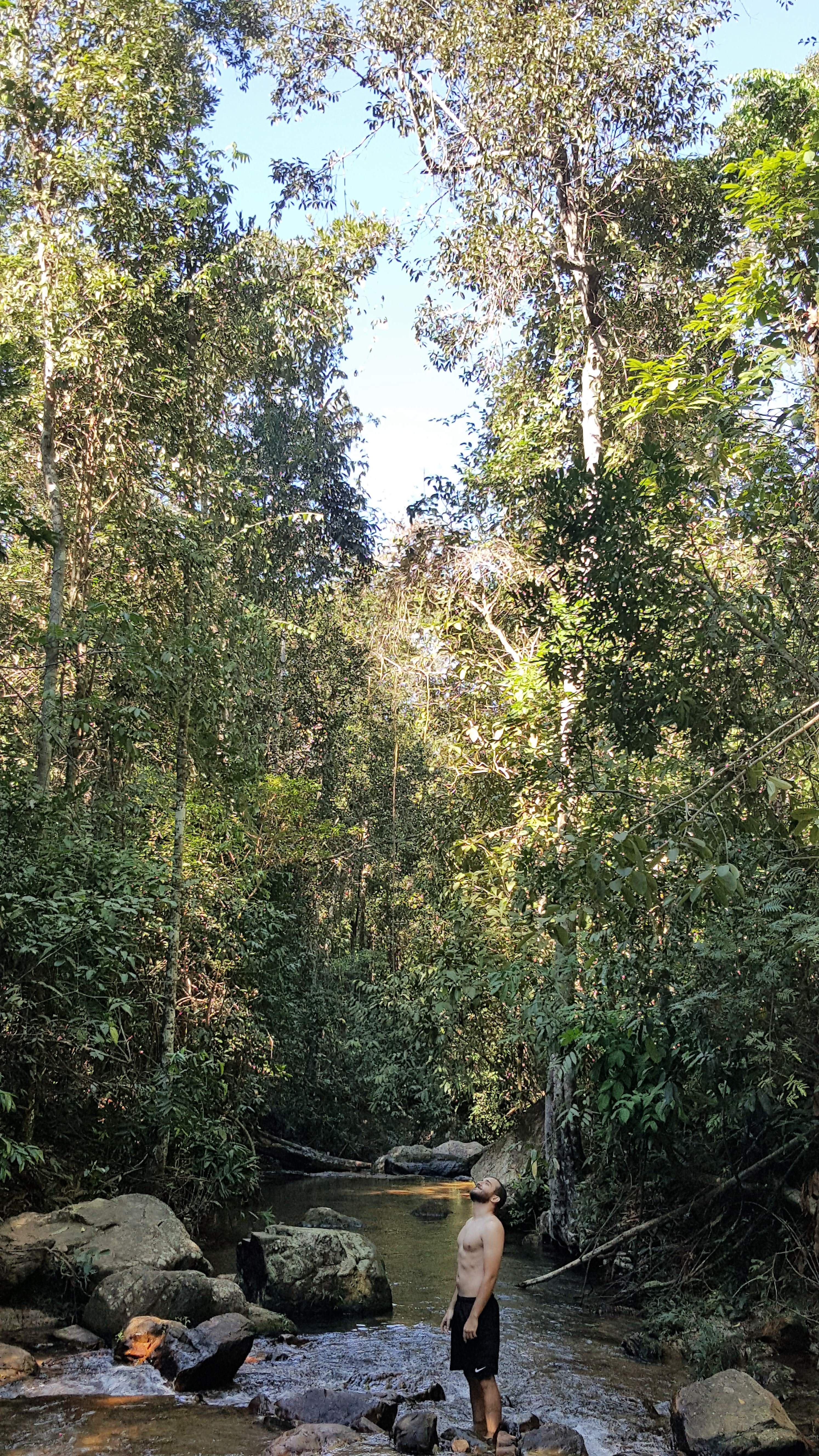
Logo após a Cachoeira do Tororó temos essa linda vista de mata fechada em torno do Ribeirão Santana

A partir desse ponto inicia uma trilha estreita, em descida, com muitas pedras e mata aberta. Ao final da descida chega ao Ribeirão Santana, atravessando-o e seguindo a esquerda por uma trilha em mata fechada, margeando o Ribeirão. Após alguns metros de caminhada encontra-se a Cachoeira do Tororó.

## Características
A trilha é relativamente fácil de andar, muitas famílias levam crianças, cachorros e caixas térmicas com alimentos e bebidas para passar o dia. Para os que querem um pouco de privacidade para tirar fotos e curtir a cachoeira com menos pessoas é recomendado que vá cedo ou em dias de semana. Muitos aventureiros fazem a prática de rapel na cachoeira.

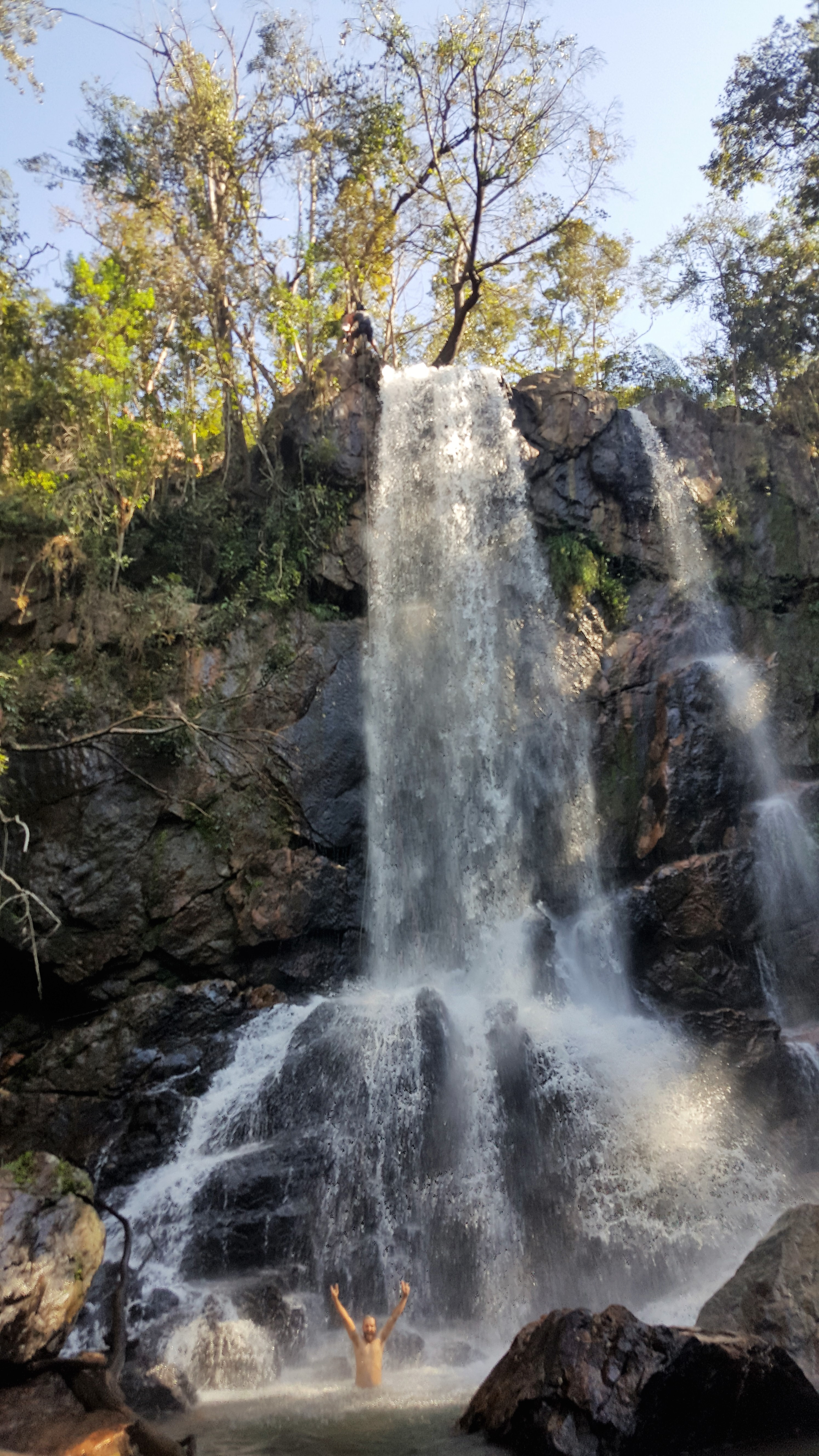
Vista da Cachoeira do Tororó e de aventureiros praticando rapel na parte de cima.